# Film Quarterly
Film Quarterly est une revue américaine de cinéma publiée par l'University of California Press de Berkeley, en Californie.
Elle a été publiée pour la première fois en octobre 1945 sous le titre de Hollywood Quarterly, puis a été renommée The Quarterly of Film, Radio and Television à l'automne 1951, avant d'adopter son titre actuel à l'automne 1958.
Il s'agit d'une revue à comité de lecture, qui publie des analyses académiques du cinéma international, des blockbusters contemporains et des classiques de Hollywood, des documentaires, du cinéma d'animation, ou encore du cinéma indépendant, d'avant-garde et expérimental.

## Directeurs de publication
Les directeurs de publication ont été successivement :
- 1958 : Ernest Callenbach
- 1991 : Ann Martin
- 2006 : Rob White
- 2013 : B. Ruby Rich (en)